# John Francis Hackett
John Francis Hackett (* 7. Dezember 1911 in New Haven, Connecticut, USA; † 30. Mai 1990) war Weihbischof in Hartford.

## Leben
John Francis Hackett empfing am 29. Juni 1936 das Sakrament der Priesterweihe.
Am 10. Dezember 1952 ernannte ihn Papst Pius XII. zum Titularbischof von Helenopolis in Palaestina und bestellte ihn zum Weihbischof in Hartford. Der Erzbischof von Hartford, Henry Joseph O’Brien, spendete ihm am 19. März 1953 die Bischofsweihe; Mitkonsekratoren waren der Bischof von Manchester, Matthew Francis Brady, und der Erzbischof von Baltimore, Francis Patrick Keough.
Am 16. Dezember 1986 nahm Papst Johannes Paul II. das von John Francis Hackett aus Altersgründen vorgebrachte Rücktrittsgesuch an.